# Courtomer (Seine-et-Marne)
Pour les articles homonymes, voir Courtomer.
Courtomer est une commune française située dans le département de Seine-et-Marne en région Île-de-France.

## Géographie

### Localisation
Courtomer est une commune située à 45 km au sud-est de Paris, à 20 km au nord-est de Melun, à 30 km au sud de Meaux et à 30 km au nord-ouest de Provins.
Les villes les plus proches sont Chaumes-en-Brie (5 km par la route) à l'ouest, Rozay-en-Brie (7 km par la route) au nord-est, Mormant (6 km par la route) au sud et Fontenay-Trésigny (10 km par la route) au nord-ouest.
La commune est située dans la partie centrale du département de Seine-et-Marne, dans la région naturelle de la Brie.

### Communes limitrophes
Courtomer est également quasiment limitrophe de Beauvoir au sud-ouest et proche de Fontenay-Trésigny au nord.

### Géologie et relief
La superficie de la commune est de 462 hectares, ce qui est relativement modeste ; le territoire a une forme ovale et compacte ; l'altitude varie entre 76 et 117 mètres. Le point bas se situe dans la vallée de l'Yerres à la limite d'Argentières au débouché du ru de Bouillant et le point haut au nord-ouest près de la ferme d'Arcy. La route départementale 211, ancien Chemin Parré (Paré ou Perré), délimite le territoire au sud.
Le territoire communal est partagé entre la partie nord située sur le plateau de la Brie, et la partie sud située dans la vallée de l'Yerres.
Le village est bâti à l'altitude moyenne de 92 mètres, sur le flanc d'un petit coteau à l'exposition du levant et du midi.
Le sol est très varié, argileux difficile à cultiver au sud-ouest, il est calcaire et brûlant sur les autres coteaux et léger dans la plaine au-dessus du village.
Le plateau de la Brie est très ouvert, en grande partie dédié aux grandes cultures (blé, maïs, betterave, etc.). Courtomer est un territoire agricole, générateur de diverses activités liées.
Le coteau autour du village comptait de nombreux vergers, en particulier des pommiers, mais également de la vigne.
La commune est bordée à l'est par l'important bois de Vilbert s'étirant du nord au sud et que traverse la route de Vilbert.
Un puits de pétrole a été construit à la fin des années 1980 à l'ouest de la ferme des Roches sur le chemin d'Arcy, il a été depuis démantelé.

### Hydrographie

#### Réseau hydrographique

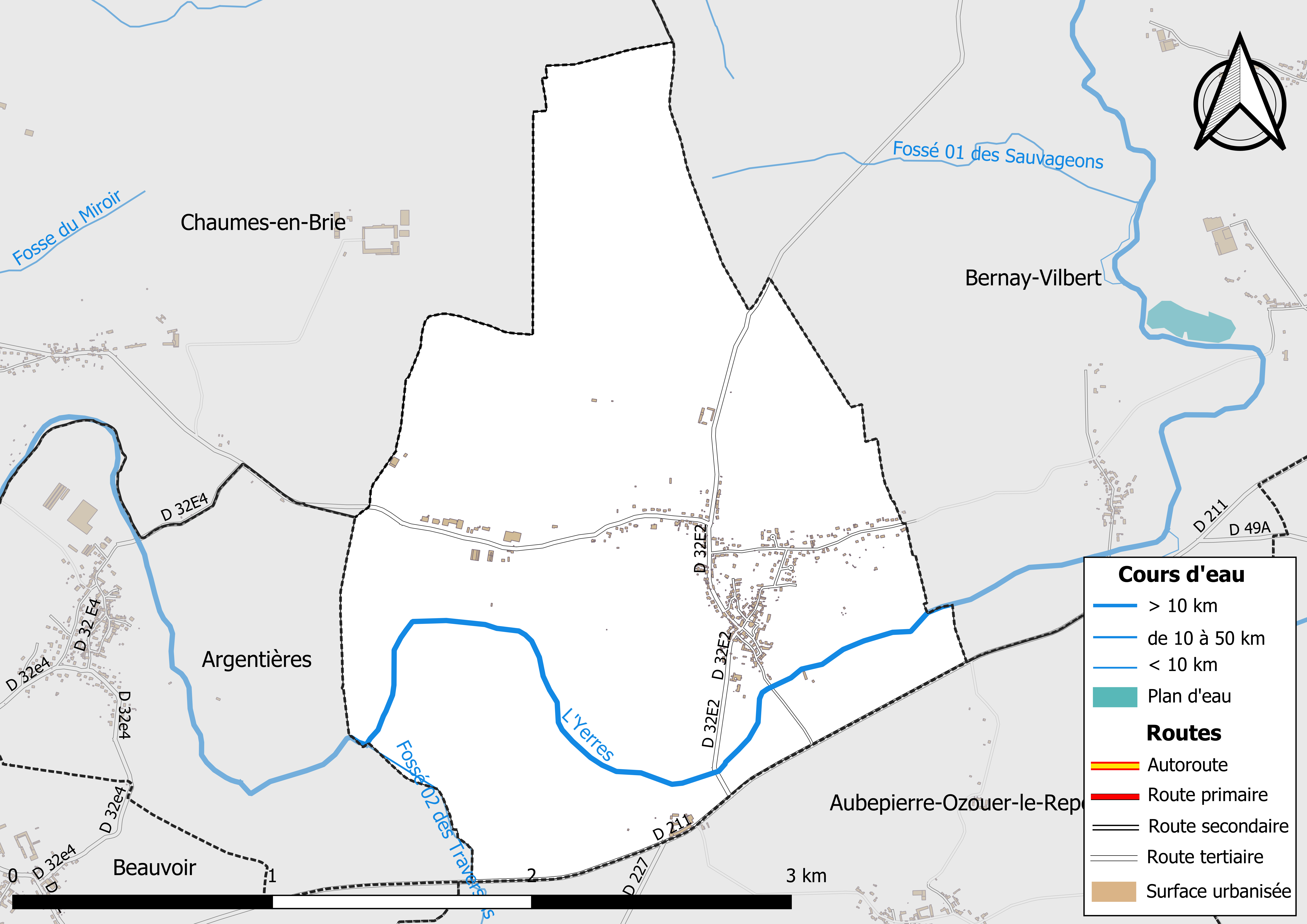
Carte des réseaux hydrographique et routier de Courtomer.

Le réseau hydrographique de la commune se compose de deux cours d'eau référencés :
- l'Yerres[3], long de 98,23 km. Le territoire est situé sur son bassin versant et de ses affluents. L'extrême nord du territoire se situe à la source du ru des Vieux Prés, affluent du ru de Frégy qui rejoint le ru de Bréon à l'étang du Vivier.
  - le fossé 02 des Traversins ou ru de Bouillant, canal de 1,03 km[4] conflue avec l’Yerres.

La longueur totale des cours d'eau sur la commune est de 3,42 km.

#### Gestion des cours d'eau
Afin d’atteindre le bon état des eaux imposé par la Directive-cadre sur l'eau du 23 octobre 2000, plusieurs outils de gestion intégrée s’articulent à différentes échelles : le SDAGE, à l’échelle du bassin hydrographique, et le SAGE, à l’échelle locale. Ce dernier fixe les objectifs généraux d’utilisation, de mise en valeur et de protection quantitative et qualitative des ressources en eau superficielle et souterraine. Le département de Seine-et-Marne est couvert par six SAGE, au sein du bassin Seine-Normandie.
La commune fait partie du SAGE « Yerres », approuvé le 13 octobre 2011. Le territoire de ce SAGE correspond au bassin versant de l’Yerres, d'une superficie de 1 017 km2, parcouru par un réseau hydrographique de 450 kilomètres de long environ, répartis entre le cours de l’Yerres et ses affluents principaux que sont : le ru de l'Étang de Beuvron, la Visandre, l’Yvron, le Bréon, l’Avon, la Marsange, la Barbançonne, le Réveillon. Le pilotage et l’animation du SAGE sont assurés par le syndicat mixte pour l’Assainissement et la Gestion des eaux du bassin versant de l’Yerres (SYAGE), qualifié de « structure porteuse ».

### Climat
Pour des articles plus généraux, voir Climat de l'Île-de-France et Climat de Seine-et-Marne.
En 2010, le climat de la commune est de type climat océanique dégradé des plaines du Centre et du Nord, selon une étude du CNRS s'appuyant sur une série de données couvrant la période 1971-2000. En 2020, Météo-France publie une typologie des climats de la France métropolitaine dans laquelle la commune est exposée à un climat océanique altéré et est dans la région climatique Nord-est du bassin Parisien, caractérisée par un ensoleillement médiocre, une pluviométrie moyenne régulièrement répartie au cours de l’année et un hiver froid (3 °C).
Pour la période 1971-2000, la température annuelle moyenne est de 11,1 °C, avec une amplitude thermique annuelle de 15,6 °C. Le cumul annuel moyen de précipitations est de 724 mm, avec 11,2 jours de précipitations en janvier et 7,8 jours en juillet. Pour la période 1991-2020, la température moyenne annuelle observée sur la station météorologique la plus proche, située sur la commune de Grandpuits-Bailly-Carrois à 9 km à vol d'oiseau, est de 11,3 °C et le cumul annuel moyen de précipitations est de 704,0 mm,. Pour l'avenir, les paramètres climatiques de la commune estimés pour 2050 selon différents scénarios d'émission de gaz à effet de serre sont consultables sur un site dédié publié par Météo-France en novembre 2022.

### Milieux naturels et biodiversité

#### Réseau Natura 2000

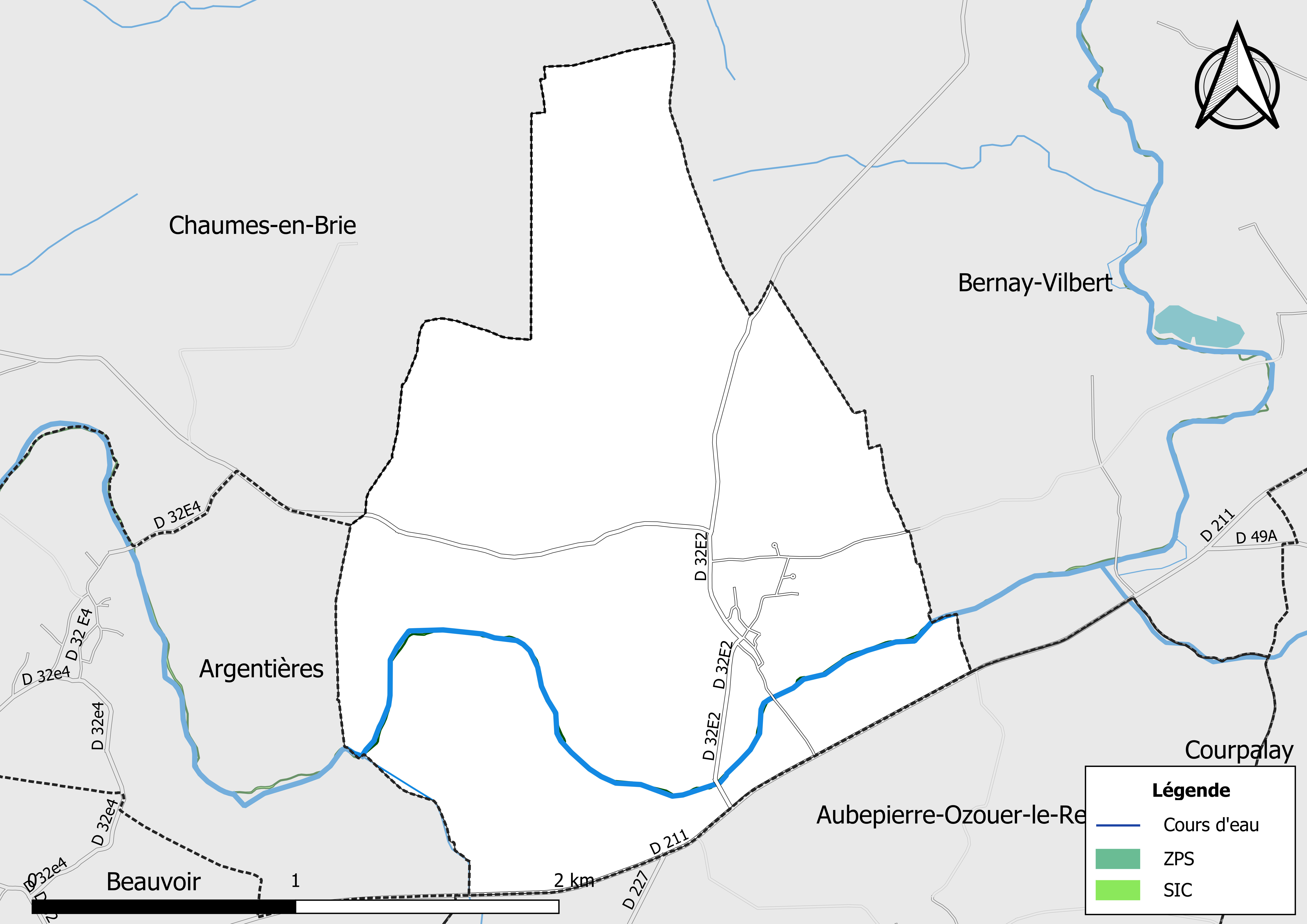
Sites Natura 2000 sur le territoire communal.

Le réseau Natura 2000 est un réseau écologique européen de sites naturels d’intérêt écologique élaboré à partir des Directives « Habitats » et « Oiseaux ». Ce réseau est constitué de Zones spéciales de conservation (ZSC) et de Zones de protection spéciale (ZPS). Dans les zones de ce réseau, les États Membres s'engagent à maintenir dans un état de conservation favorable les types d'habitats et d'espèces concernés, par le biais de mesures réglementaires, administratives ou contractuelles.
Un site Natura 2000 a été défini sur la commune au titre de la « directive Habitats »,.
« L'Yerres de sa source a Chaumes-en-Brie », d'une superficie de 18 ha, un tronçon de 40 km de l'Yerres qui héberge une faune piscicole et une végétation aquatique devenues rares en Ile-de-France,.

## Urbanisme

### Typologie
Au 1er janvier 2024, Courtomer est catégorisée commune rurale à habitat dispersé, selon la nouvelle grille communale de densité à sept niveaux définie par l'Insee en 2022.
Elle est située hors unité urbaine. Par ailleurs la commune fait partie de l'aire d'attraction de Paris, dont elle est une commune de la couronne,. Cette aire regroupe 1 929 communes,.

### Morphologie urbaine
Le village se situe au sud-est du territoire communal. La partie centrale du village, qui remonte au Moyen Âge, est réduite et compacte, centrée autour de l'église, au croisement des actuelles rues du Vieux Château, de Vilbert, du Paradis et du Pont Neuf. Les rues, irrégulières, sont bordées de maisons, la plupart de construction ancienne et dispersées sans alignement.
La place de l'église constitue le cœur du village, qui s'est étendu avec le développement de habitat pavillonnaire vers l'ouest le long de la rue du Cordeau vers Chaumes et l'ouest le long de la rue des Michelettes vers Pompierre.
Afin de lutter contre la baisse démographique constatée depuis 1999, la municipalité souhaite amorcer une revitalisation de la commune tout en prenant en compte les spécificités du territoire. Le plan d'aménagement et de développement durable du plan local d'urbanisme (PLU) de 2018 prévoit donc :
- Protéger le patrimoine naturel ;
- Préserver et mettre en valeur les paysages remarquables, le patrimoine historique et culturel ;
- Maintenir et développer les activités économiques locales ;
- Préserver le cadre de vie.

### Occupation des sols
L'occupation des sols de la commune, telle qu'elle ressort de la base de données européenne d’occupation biophysique des sols Corine Land Cover (CLC), est marquée par l'importance des territoires agricoles (76,8 % en 2018), une proportion identique à celle de 1990 (76,8 %). La répartition détaillée en 2018 est la suivante :
terres arables (66,2 %), forêts (12,3 %), zones urbanisées (10,9 %), prairies (10,6 %).
Parallèlement, L'Institut Paris Région, agence d'urbanisme de la région Île-de-France, a mis en place un inventaire numérique de l'occupation du sol de l'Île-de-France, dénommé le MOS (Mode d'occupation du sol), actualisé régulièrement depuis sa première édition en 1982. Réalisé à partir de photos aériennes, le Mos distingue les espaces naturels, agricoles et forestiers mais aussi les espaces urbains (habitat, infrastructures, équipements, activités économiques, etc.) selon une classification pouvant aller jusqu'à 81 postes, différente de celle de Corine Land Cover,,. L'Institut met également à disposition des outils permettant de visualiser par photo aérienne l'évolution de l'occupation des sols de la commune entre 1949 et 2018.

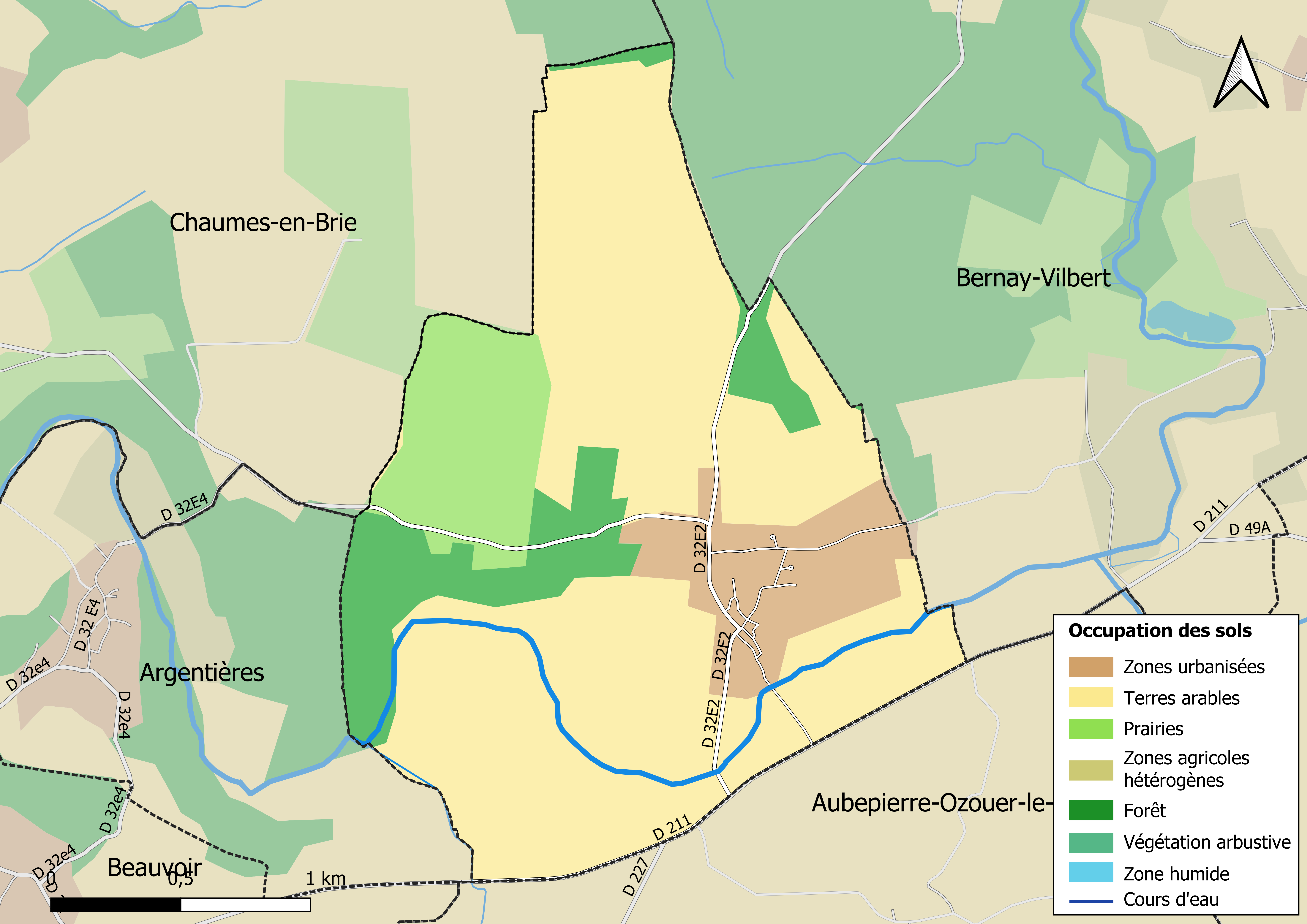
Carte des infrastructures et de l'occupation des sols en 2018 (CLC) de la commune.
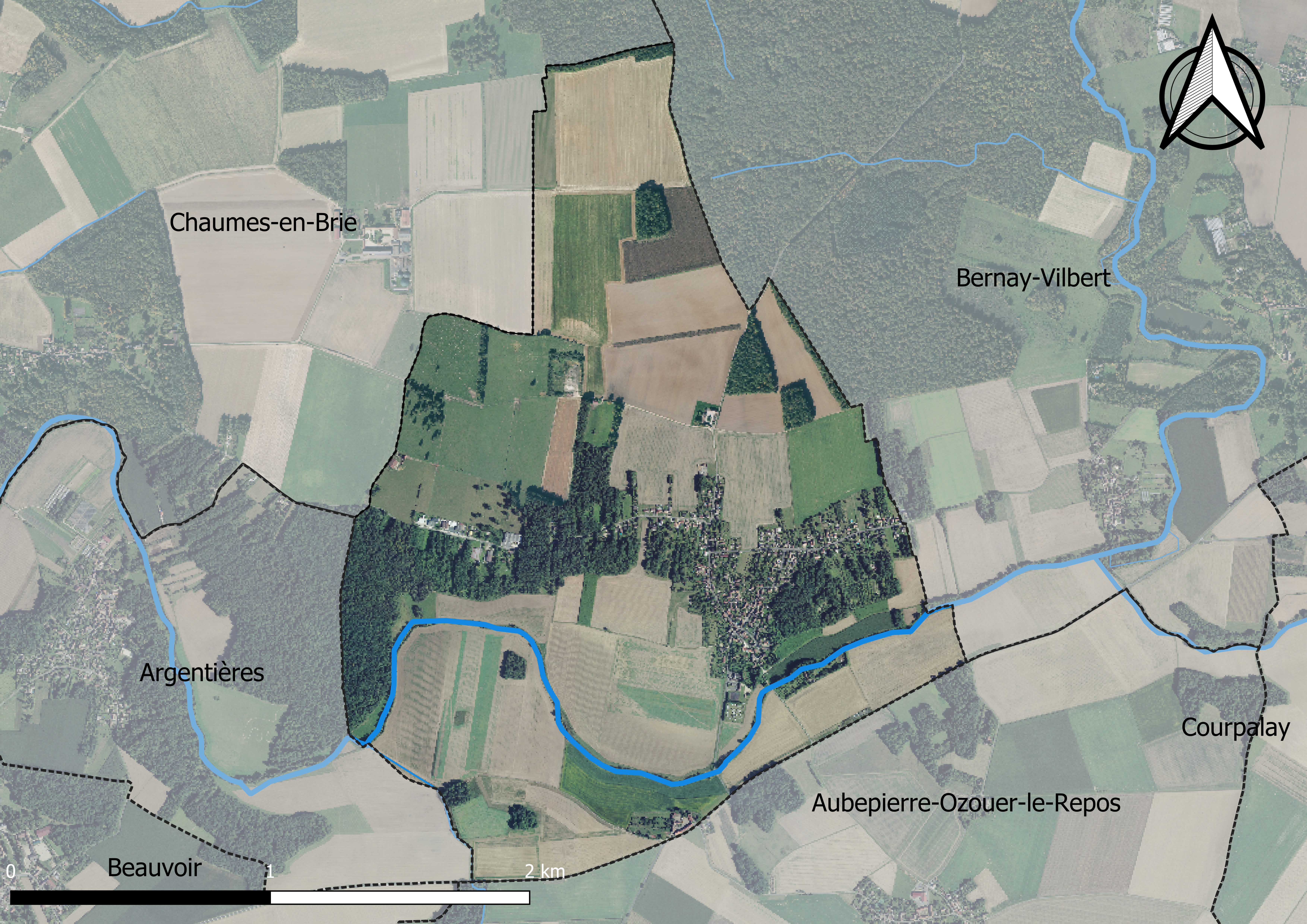
Carte orhophotogrammétrique de la commune.

### Planification
La commune disposait en 2019 d'un plan local d'urbanisme en révision. Le zonage réglementaire et le règlement associé peuvent être consultés sur le Géoportail de l'urbanisme.

### Logement
Le nombre de logements a été estimé à 236 en 2014 ; ces logements se composent de 201 résidences principales, 22 résidences secondaires ou occasionnels ainsi que 13 logements vacants.

### Hameaux et écarts
La commune ne compte pas de hameau mais quatre fermes isolée : ferme de Paradis (antérieure au XVIIIe siècle) le long de l'ancien Chemin Parré, la ferme des Roches au croisement de la route de Vilbert et de l'ancien chemin d'Arcy à Segrès au nord du village, la ferme de l'Étang d'Arcy à l'ouest et le moulin de la Borde sur l'Yerres au sud.
La zone artisanale du Cordeau s'est progressivement étendue vers l'ouest à partir des années 1970.

### Voies et transports

#### Routes et pistes cyclables
Le village est relié à Chaumes-en-Brie, Vilbert et Pompierre par de petites routes rurales et forestières. La rue du Paradis constitue l'axe principal de la commune, reliant le centre du village à la route départementale 211 qui permet de relier Rozay-en-Brie vers le nord et Mormant vers le sud.
Courtomer se situe à proximité de plusieurs grands axes routiers du fait de sa position géographique du centre de la Seine-et-Marne, même si aucun ne passe par le territoire communal.
Au nord se trouve la voie rapide route nationale 4, à l'ouest la route nationale 36 et la route départementale 402, au sud la route nationale 19.
Courtomer ne possède pas de piste cyclable en 2019.

#### Transports en commun
La commune de Courtomer se situe dans la zone 5 du réseau de transports d'Île-de-France.
Elle est desservie par les lignes 24 et 35 du réseau de bus Pays Briard.
Elle est située à proximité de la gare de Mormant pour la ligne P du Transilien.

## Toponymie
C'est en 1189 qu’apparaît pour la première fois la mention écrite de Courtomer, à l'époque Cortomeriae, suivie en 1265 de Curia Homeri, puis en 1269 de Curia Omeri.
La localité est désignée dans les anciens pouillés sous le nom de Curia Audomari.

## Histoire
Les nombreuses découvertes mobilières faites depuis le XIXe siècle dans la Brie témoignent d'une occupation humaine continue depuis la période néolithique[réf. nécessaire].
La Pierre Couvée, menhir en grès de Fontainebleau de 2,20 m de hauteur pour 2,30 m de largeur et environ 0,45 m d'épaisseur situé à proximité de l'Yerres, date de l'époque de la pierre polie.
Courtomer se situe au XIIe siècle à la limite du domaine royal, à la frontière occidentale du comté de Champagne. Rozay-en-Brie, Bernay-en-Brie, Vilbert et Courpalay se situaient alors dans le comté de Champagne, séparée du domaine royal français par les bois de Lumigny, de Bernay, de Vilbert et l'Yvron faisant partie de la Haye de Brie.
Il y avait à Courtomer deux seigneuries distinctes, qui relevaient toutes deux du roi à Melun et qui devaient entrer successivement dans le domaine de l'abbaye de Saint-Germain-des-Prés.
La première seigneurie appartenait antérieurement à l'abbaye de Cîteaux, devenue la baronnie de Cordoux qui comprenait également Courtomer, Fleury, La Fermeté et Granvillé. Charles de Louvières, seigneur du Chastel-lès-Nangis, l'avait amorti[C'est-à-dire ?] en 1480 en faveur des moines qui cédèrent le tout à l'abbaye de Saint-Germain-des-Prés en 1496. Le monastère de Cordoux (situé à Courpalay) était une véritable seigneurie temporelle, puisque l'abbaye de Saint-Germain-des-Prés avait le titre de baron de Cordoux.
La seconde seigneurie, comprenant un château avec donjon et fossés, situé sur une partie avancée du coteau dominant l'Yerres et le Chemin Parré. Le lieu devient une motte féodale au plus tôt à la fin du Xe siècle, sur laquelle s’élève un donjon de pierre au XIIe siècle. Le château appartenait, en 1320, au chevalier Ayoust, Guy, Bryart Villepescle et à sa Dame Marie de Viercy.
Le château de Courtomer, délabré durant la guerre de Cent Ans, est complètement démoli au début du XVIIe siècle. Il n'en reste aucune trace et son emplacement exact n'est pas connu, probablement à proximité de l'église dans la rue du Vieux Château.
La seigneurie est au début du XVIIe siècle en la possession de la famille de l'Hospital, qui la vend ensuite aux bénédictins de Saint-Germain-des-Prés.
En 1560, le cardinal de Tournon, abbé de Saint-Germain-des-Prés, est représenté lors de la rédaction de la coutume de Melun, comme seigneur de Courtomer.
Les biens de la baronnie de Cordoux furent vendus comme biens nationaux lors de la Révolution Française.
Les invasions de 1814 et de 1815 ont laissé dans la commune le souvenir de la misère, de la dureté de ces temps là.
Le village a aussi beaucoup souffert de la guerre franco-allemande de 1870. Le 14 septembre 1870, il fut occupé par cinq mille bavarois. Malgré les grosses réquisitions qu'ils exigèrent, le village fut pillé. Par la suite, il y eut de nouveaux passages de troupes qui continuèrent de le ruiner, sans compter les réquisitions en hommes, chevaux, voitures, bestiaux de toutes sortes, faites par les commandants de Tournan.

### Circonscriptions d'Ancien Régime
- Intendance : Paris
- Élection : Rozay
- Subdélégation : Rozay
- Grenier à sel : Melun, puis, à partir de 1726, Fontenay
- Coutume : Melun
- Parlement : Paris
- Bailliage : Melun
- Diocèse : Sens
- Archidiaconé : Melun
- Doyenné : Melun[34].

## Politique et administration

### Rattachements administratifs et électoraux
Courtomer se trouve dans le département de Seine-et-Marne. Rattachée depuis la Révolution française à l'arrondissement de Melun, elle intègre le 1er janvier 2017 l'arrondissement de Provins afin de faire coïncider les limites d'arrondissement et celles des intercommunalités.
Pour l'élection des députés, elle fait partie depuis 2012 de la troisième circonscription de Seine-et-Marne.
Elle faisait partie depuis 1801 du canton de Mormant. Dans le cadre du redécoupage cantonal de 2014 en France, la commune intègre le canton de Nangis.
Courtomer relève du tribunal d'instance, du tribunal de grande instance, de la cour d'assises, du tribunal pour enfants, du conseil de prud'hommes et du tribunal de commerce de Melun. En appel, ces juridictions relèvent de la cour d'appel de Paris.
Dans l'ordre administratif, elle fait partie du ressort du tribunal administratif de Melun et de la cour administrative d'appel de Paris.

### Intercommunalité
La commune était membre de la communauté de communes de l'Yerres à l'Ancœur, créée fin 2005.
Celle-ci disparait le 31 décembre 2016 et Courtomer rejoint le 1er janvier 2017  la Communauté de communes du Val Briard.

### Liste des maires
| Période                                  | Période                        | Identité                        | Étiquette   | Qualité |
| ---------------------------------------- | ------------------------------ | ------------------------------- | ----------- | --- |
| Les données manquantes sont à compléter. |                                |                                 |             | |
| 1804                                     |                                | M. Chenu (père)                 |             | |
| 1807                                     | 1811                           | M. Jardin (fils)                |             | |
| 1814                                     | 1815                           | M. Jarlet                       |             | |
| 1816                                     | 1821                           | M. Meunier                      |             | |
| 1822                                     | 1825                           | M. Bachelier                    |             | |
| 1826                                     |                                | Antoine Pierre Varlez           |             | |
| 1827                                     | 1830                           | M. Jarlet                       |             | |
| 1831                                     |                                | Antoine Pierre Jarlet           |             | Propriétaire |
| 1834                                     |                                | Nicolas Bachelier               |             | Propriétaire cultivateur |
| 1836                                     |                                | M. Bachelier                    |             | |
| 1837                                     | 1848                           | Nicolas Bachelier               |             | |
| 1848                                     |                                | Alexandre Bellamy               |             | Vigneron propriétaire |
| 1855                                     |                                | Jean Pierre Preux               |             | Cultivateur |
| 1870                                     | 1876                           | Jacques Théophile Bardeau       |             | Cultivateur |
| 1876                                     | 1881                           | Eutrope Malabre                 |             | Menuisier |
| 1881                                     | 1888                           | Eugène Chabrot                  |             | Boulanger |
| 1888                                     | 1903                           | Eutrope Malabre                 |             | Menuisier |
| 1903                                     | 1912                           | Onésime Bonsang                 |             | Entrepreneur de travaux publics |
| 1912                                     | 1947                           | Désiré Alfred Pion              |             | Cultivateur |
| décembre 1947                            | mars 1959                      | André Douyère                   |             | |
| mars 1959                                | mars 1965                      | Paul Picard                     |             | |
| mars 1965                                | mars 2007                      | Marc Bareyre Décédé en fonction | MRG puis SE | Conseiller général de Mormant (1973 → 1986) Vice-président du conseil général de Seine-et-Marne[Quand ?] Conseiller régional d'Île-de-France (1979 → 1982) |
| mai 2007                                 | 2014                           | Solange Deffontaine             |             | |
| 2014                                     | En cours (au 24 novembre 2019) | François Chevallier-Mames       |             | Cadre supèrieur à la banque Vice-président de la CC du Val Briard (2017 → )                                                                                |

### Politique environnementale
La commune de Courtomer adhère au syndicat mixte de l'Est Seine-et-Marne pour le traitement des ordures ménagères SMETOM-GEEODE. Il gère l'ensemble de la collecte et du traitement des déchets de son territoire qui regroupe 98 communes.
Le SMETOM-GEEODE exploite au total 10 déchèteries, dont une à Jouy-le-Châtel. Le centre de valorisation énergétique de Montereau-Fault-Yonne a vu le jour en 2011, fruit de la collaboration du SMETOM-GEEODE et du syndicat voisin de Montereau, le SIRMOTOM, unis en un super-syndicat, le SYTRADEM.

## Équipements et services

### Eau et assainissement
L’organisation de la distribution de l’eau potable, de la collecte et du traitement des eaux usées et pluviales relève des communes. La loi NOTRe de 2015 a accru le rôle des EPCI à fiscalité propre en leur transférant cette compétence. Ce transfert devait en principe être effectif au 1er janvier 2020, mais la loi Ferrand-Fesneau du 3 août 2018 a introduit la possibilité d’un report de ce transfert au 1er janvier 2026,.

#### Assainissement des eaux usées
En 2020, la commune de Courtomer gère le service d’assainissement collectif (collecte, transport et dépollution) en régie directe, c’est-à-dire avec ses propres personnels.
L’assainissement non collectif (ANC) désigne les installations individuelles de traitement des eaux domestiques qui ne sont pas desservies par un réseau public de collecte des eaux usées et qui doivent en conséquence traiter elles-mêmes leurs eaux usées avant de les rejeter dans le milieu naturel. La communauté de communes Val Briard (CCVB) assure pour le compte de la commune le service public d'assainissement non collectif (SPANC), qui a pour mission de vérifier la bonne exécution des travaux de réalisation et de réhabilitation, ainsi que le bon fonctionnement et l’entretien des installations,.

#### Eau potable
En 2020, l'alimentation en eau potable est assurée par la commune qui en a délégué la gestion à une entreprise privée, dont le contrat expire le 24 octobre 2027,,.

## Population et société

### Démographie
L'évolution du nombre d'habitants est connue à travers les recensements de la population effectués dans la commune depuis 1793. Pour les communes de moins de 10 000 habitants, une enquête de recensement portant sur toute la population est réalisée tous les cinq ans, les populations de référence des années intermédiaires étant quant à elles estimées par interpolation ou extrapolation. Pour la commune, le premier recensement exhaustif entrant dans le cadre du nouveau dispositif a été réalisé en 2008.

En 2022, la commune comptait 568 habitants, en évolution de +7,58 % par rapport à 2016 (Seine-et-Marne : +3,92 %, France hors Mayotte : +2,11 %).
| 1793 | 1800 | 1806 | 1821 | 1831 | 1836 | 1841 | 1846 | 1851 |
| ---- | ---- | ---- | ---- | ---- | ---- | ---- | ---- | ---- |
| 308  | 478  | 359  | 364  | 365  | 389  | 392  | 411  | 413  |

| 1856 | 1861 | 1866 | 1872 | 1876 | 1881 | 1886 | 1891 | 1896 |
| ---- | ---- | ---- | ---- | ---- | ---- | ---- | ---- | ---- |
| 381  | 368  | 377  | 343  | 347  | 305  | 285  | 280  | 262  |

| 1901 | 1906 | 1911 | 1921 | 1926 | 1931 | 1936 | 1946 | 1954 |
| ---- | ---- | ---- | ---- | ---- | ---- | ---- | ---- | ---- |
| 237  | 219  | 240  | 246  | 222  | 210  | 206  | 190  | 205  |

| 1962 | 1968 | 1975 | 1982 | 1990 | 1999 | 2006 | 2008 | 2013 |
| ---- | ---- | ---- | ---- | ---- | ---- | ---- | ---- | ---- |
| 171  | 200  | 203  | 377  | 491  | 554  | 546  | 544  | 522  |

| 2018 | 2022 | - | - | - | - | - | - | - |
| ---- | ---- | - | - | - | - | - | - | - |
| 537  | 568  | - | - | - | - | - | - | - |

La commune a connu une forte baisse de sa population dans un contexte d'exode rural du milieu du XIXe siècle jusqu'en 1960, avant un très fort redressement liée à l'extension de l'habitat pavillonnaire. La population a dépassé les 500 habitants à la fin des années 1990, niveau jamais atteint depuis 1800.

### Enseignement
Courtomer est située dans l'académie de Créteil.
La commune dispose de l'école élémentaire La Pierre Couvée.

### Sports
La commune compte trois associations sportives et de deux terrains de tennis en 2018[réf. nécessaire].

### Culture
La commune compte deux associations culturelles.
Elle dispose d'une bibliothèque, de la salle polyvalente Marc Bareyre qui peut accueillir 180 personnes.

### Santé
La commune ne dispose pas de médecin, mais les villes alentour en disposent.
L'hôpital le plus proche est le centre hospitalier de Melun, la clinique la plus proche est celle de Tournan-en-Brie.

### Sécurité
Courtomer dépend de la gendarmerie nationale de Chaumes-en-Brie[réf. nécessaire], et des centres d'intervention et de secours de Chaume-en-Brie, Mormant et Rozay-en-Brie.

### Manifestations culturelles et festivités
- Fête communale chaque week-end de la Pentecôte ;
- Fête du feu de la Saint-Jean le 3e ou 4e samedi du mois de juin ;
- Brocante le 2e dimanche du mois de septembre.

### Médias
Le quotidien régional Le Parisien, dans son édition locale Seine-et-Marne, ainsi que le bi-hebdomadaire Le Pays Briard relatent les informations locales.
La commune est en outre dans le bassin d’émission des chaînes de télévision France 3 Paris Île-de-France Centre et d'IDF1.

### Cultes
La commune de Courtomer fait partie de la paroisse catholique « Pôle missionnaire de Mormant » au sein du diocèse de Meaux. Elle dispose de l'église Sainte Geneviève.
Le cimetière de la commune se trouve à l'entrée nord du village près de la ferme des Roches.

## Économie
L'agriculture céréalière occupe une place majeure dans le terroir de la Brie. On retrouve également d'autres productions agricoles. Un important élevage bovin occupe l'ouest de la commune près de la ferme d'Arcy[réf. nécessaire].
La commune ne compte aujourd'hui[Quand ?] plus de commerces, autrefois regroupés sur la place de l'église.
La vie économique de la commune se concentre dans la zone artisanale du Cordeau.

### Secteurs d'activité

#### Agriculture
Courtomer est dans la petite région agricole dénommée la « Brie boisée », une partie de la Brie autour de Tournan-en-Brie. En 2010, l'orientation technico-économique de l'agriculture sur la commune est diverses cultures (hors céréales et oléoprotéagineux, fleurs et fruits).
Si la productivité agricole de la Seine-et-Marne se situe dans le peloton de tête des départements français, le département enregistre un double phénomène de disparition des terres cultivables (près de 2 000 ha par an dans les années 1980, moins dans les années 2000) et de réduction d'environ 30 % du nombre d'agriculteurs dans les années 2010. Cette tendance n'est pas confirmée au niveau de la commune qui voit le nombre d'exploitations augmenter et passer de 2 en 1988 à 3 en 2010. Parallèlement, la taille de ces exploitations diminue, passant de 100 ha en 1988 à 70 ha en 2010.
Le tableau ci-dessous présente les principales caractéristiques des exploitations agricoles de Courtomer, observées sur une période de 22 ans :
|                                      | 1988 | 2000 | 2010 |
| ------------------------------------ | ---- | ---- | ---- |
| Dimension économique,                |      |      |      |
| Nombre d’exploitations (u)           | 2    | 2    | 3    |
| Travail (UTA)                        | 4    | 2    | 3    |
| Surface agricole utilisée (ha)       | 200  | 185  | 210  |
| Cultures                             |      |      |      |
| Terres labourables (ha)              | s    | s    | 210  |
| Céréales (ha)                        | s    | s    | s    |
| dont blé tendre (ha)                 | s    | s    | s    |
| dont maïs-grain et maïs-semence (ha) | s    | s    |      |
| Tournesol (ha)                       | s    |      |      |
| Colza et navette (ha)                | s    |      | s    |
| Élevage                              |      |      |      |
| Cheptel (UGBTA)                      | 3    | 0    | 7    |

## Culture locale et patrimoine

### Lieux et monuments

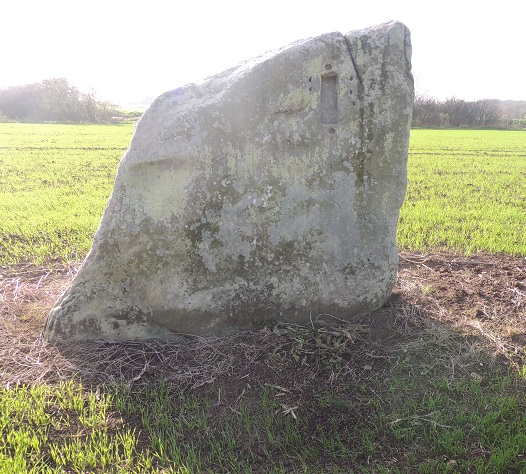
La Pierre Couvée

- La Pierre Couvée : menhir classé monument historique[59] depuis 1971.
- L'église Saint-Geneviève (ou Notre-Dame-de-l'Assomption) du XIIIe siècle est inscrite au M.H[60],[61].

Remaniée à l'extérieur : chapiteaux à crochets et écussons gravés ; fonts baptismaux datés de 1735, pierre tombale du XIVe siècle, Vierge à l'Enfant du XIVe siècle, statue de sainte Geneviève en bois du XVIIIe siècle.
- Ferme de Paradis : ferme briarde fortifiée établie depuis plusieurs siècles, réunissant plusieurs longères organisées autour d'une place intérieure, avec un porche en pierre.

Située en bordure de l'ancien Chemin Parré, ancienne voie gallo-romaine reliant Melun et Meaux par Rozay et rejoignant à Saint-Augustin le Chemin Parré venant de Chailly-en-Brie et réunissant la voie gallo-romaine venant de Troyes ainsi que la voie romaine venant de Sens.

#### Histoire
- Christian de Bartillat, Au Village de Brie, Presses du Village, 1984, 352 p.
- Frédéric-Auguste Denis, Lectures sur l'histoire de l'agriculture en Seine-et-Marne, Presses du Village, 1982, 376 p.
- Daniel Jalmain, "Archéologie aérienne en Ile-de-France, Beauce, Brie, Champagne", Éditions Technip, 1970, 192 p.  (ISBN 978-2-71080-129-0)
- André Laurent, La Seine-et-Marne autrefois, Éditions Horvath, 1982, 192 p.  (ISBN 2-7171-0238-8)
- François et Maguy Palau, Le rail en France : Le Second empire (1852-1857), Tome I, Paris, Palau, 1998, 215 p.  (ISBN 2-95094-211-3)
- François et Maguy Palau, Le rail en France - Tome II, 1858 - 1863, 2001, 223 p.  (ISBN 978-2-95094-212-8)
- René-Charles Plancke, La vie rurale en Seine-et-Marne 1853-1953, Éditions Amatteis, 1982, 256 p.
- René-Charles Plancke, Histoire de Seine-et-Marne vie paysanne, Éditions Amatteis, 1986, 432 p.

#### Patrimoine architectural
- Collectif d’historiens, Le patrimoine des communes de la Seine-et-Marne - tome 2, Paris, Éditions Flohic, 2001, 1507 p. (ISBN 2-84234-100-7), « Courtomer », p. 1050–1052